# خالد الرشید
خالد الرشید (انگلیسی: Khalid Al-Rashaid؛ زادهٔ ۳ اوت ۱۹۷۴) بازیکن فوتبال اهل عربستان سعودی بود.
از باشگاه‌هایی که در آن بازی کرده‌است می‌توان به باشگاه فوتبال الهلال اشاره کرد.
وی همچنین در تیم ملی فوتبال عربستان سعودی بازی کرده‌است.